# Syndiamesa yosii
Syndiamesa yosii är en tvåvingeart som beskrevs av Tokunaga 1964. Syndiamesa yosii ingår i släktet Syndiamesa och familjen fjädermyggor. Inga underarter finns listade i Catalogue of Life.